# Brochymena lineata
Brochymena lineata är en insektsart som beskrevs av Ruckes 1939. Brochymena lineata ingår i släktet Brochymena och familjen bärfisar. Inga underarter finns listade i Catalogue of Life.